# Lotti Krauss
Lotti Krauss (* 15. Mai 1912 in Basel; † 26. Juli 1985 ebenda) war eine Schweizer Malerin, Zeichnerin, Schauspielerin und Kabarettistin.

## Leben und Werk
Lotti Krauss erhielt von ihrem Vater, dem Maler Franz Krauss (1872–1967), ihre erste künstlerische Ausbildung. Von 1927 bis 1929 belegte sie an der Allgemeinen Gewerbeschule Basel Kurse bei Albrecht Mayer und Arnold Fiechter sowie bei Ernst Buchner (1886–1951), mit dem sie sich sehr gut verstand. Von 1932 bis 1934 besuchte Lotti Krauss die Kunstakademie München und hielt sich von 1935 bis 1936 in Paris auf. Es folgten Studienreisen nach Sizilien, Brasilien und Afrika. 1938 und 1954 erhielt sie ein Kunststipendium der Stadt Basel. Ab 1955 hielt sie sich regelmässig für mehrere Monate an der Nordsee auf. Lotti Krauss war von 1951 bis 1985 Mitglied der Schweizerischen Gesellschaft Bildender Künstlerinnen (SGBK) Sektion Basel. Einige ihrer Werke gingen aus Wettbewerben des Kunstkredits Basel-Stadt hervor.
Wie ihre Künstlerkollegen Irène Zurkinden, Otto Abt, Willy Hege, Louis Léon Weber, Adolf Weisskopf und andere schuf sie von 1932 bis 1939 und von 1946 bis 1949 im Larvenatelier Tschudin zahlreiche Basler Künstlerlarven und Laternen für die Basler Fasnacht. 1950 wechselte sie in das Atelier Gysin. Die «Resslirytti» in den Langen Erlen wurde 1969 auf ihre Initiative von befreundeten Künstlerkollegen neu bemalt.
Lotti Krauss nahm Sprech- und Stimmbildung bei Therese Giehse und verkörperte verschiedene Rollen u. a. im Stadttheater Basel. Zudem trat sie 1940 in der Musikkomödie Der achti Schwyzer von Oskar Wälterlin, 1956 im Kurzfilm Das Ei des Casimir mit Walter Lüthi, 1961 im Mundart-Musical Spalebärg 77a von Hans Hausmann, Hans Moeckel und Hans Peter Hort auf.
Während des Zweiten Weltkriegs tingelte Lotti Krauss zusammen mit Fredy Scheim durch die Schweiz. Als Kabarettistin trat sie im Cabaret Cornichon und im Simplizissimus auf. Ihr Name Krauss wird oft falsch, als Kraus wiedergegeben.